# ورزشکاه پارک آشیتاکا
ورزشکاه پارک آشیتاکا (به لاتین: Ashitaka Park Stadium) یک ورزشگاه در ژاپن است که در نومازو، شیزوئوکا واقع شده‌است.